# Мйодуси
Мйодуси (пол. Miodusy) — село в Польщі, у гміні Ґоздово Серпецького повіту Мазовецького воєводства.
Населення — 62 особи (2011).
У 1975—1998 роках село належало до Плоцького воєводства.

## Демографія
Демографічна структура станом на 31 березня 2011 року:
|          | Загалом | Допрацездатний вік | Працездатний вік | Постпрацездатний вік |
| -------- | ------- | ------------------ | ---------------- | -------------------- |
| Чоловіки | 35      | 9                  | 22               | 4                    |
| Жінки    | 27      | 3                  | 19               | 5                    |
| Разом    | 62      | 12                 | 41               | 9                    |